# Hospital Playlist
Hospital Playlist är en sydkoreansk dramakomedi från 2020. Lee Woo-jung har skrivit seriens manus Shin Won-ho har regisserat. Seriens första säsong består av tolv avsnitt, och den svenska premiären är planerat till den 4 juni 2020 på Netlix.
[uppföljning saknas]
Serien kommer att få en andra säsong som planeras att sändas 2021.
[uppföljning saknas]

## Handling
Serien, som huvudsakligen utspelar sig på Yulje Medical Center handlar om fem läkare som träffades och blev vänner när de påbörjade sina läkarstudier 1999.

## Rollista (i urval)
| Jo Jung-suk   | – Lee Ik-joon     |
| Yoo Yeon-seok | – Ahn Jung-won    |
| Jung Kyung-ho | – Kim Joon-wan    |
| Kim Dae-myung | – Yang Seok-hyung |
| Jeon Mi-do    | – Chae Song-hwa   |